# Cour d'appel de Paris
Pour les articles homonymes, voir CA Paris.
Cet article possède un paronyme, voir Cour administrative d'appel de Paris.
La cour d'appel de Paris (CA Paris) est la plus grande juridiction d'appel de France par le nombre d'affaires traitées par les tribunaux relevant de sa circonscription qui s'étend sur les départements de Paris, de Seine-et-Marne, de l'Yonne, de l'Essonne, de la Seine-Saint-Denis et du Val-de-Marne.
Sa principale juridiction est le tribunal judiciaire de Paris qui est la plus importante de France par le nombre d'affaires traitées.
Les locaux se trouvent au palais de justice de Paris, sur l'île de la Cité.
En 2020, la cour compte 276 magistrats du siège et 88 du parquet. Elle connait 56 596 affaires civiles et 11 143 pénales.

## Historique
La cour est l’héritière du Parlement de Paris.
Elle est scindée en 1975 avec la création de la cour d'appel de Versailles.

## Organisation
La cour d'appel de Paris est organisée en 81 chambres et 5 cours d'assises, réparties sur huit pôles.
Pour répondre à l'évolution des contentieux, la cour d’appel de Paris a repensé son organisation en polarisant son activité juridictionnelle à l'aune des complexités procédurales nouvelles. À compter du 4 janvier 2021, les huit pôles de la cour disposeront d'une nouvelle numérotation et appellation :

### Composition
| Pôle | Fonction                                | Nombre de chambres | Attributions des chambres |
| ---- | --------------------------------------- | ------------------ | --- |
| 1    | Urgence civile et libertés              | 12                 | 1/2 et 1/3. Appels des ordonnances de référés 1/4. Recours /rémunération des techniciens 1/5. Compétences du 1er président en matière d'exécution ou de recours 1/6. Recours /bureau d'aide juridictionnelle 1/7. Taxes et contestations des frais et dépens 1/8. Appels des ordonnances de référés 1/9. Contestations en matière d'honoraires d'avocats 1/10. Juge de l'exécution 1/11. Séjour des étrangers et droit d'asile 1/12. Hospitalisation sous contrainte |
| 2    | Correctionnel et application des peines | 15                 | 2/1 à 2/4. Grande délinquance organisée 2/5. Chambre pénale de la famille 2/6. Accidents collectifs (composée en tant que de besoin) 2/7. Droit de la presse. Protection des droits de la personnalité. Infractions/puissance publique Infractions militaires 2/8 et 2/9.Atteintes aux personnes relevant de la petite et moyenne délinquance - Contentieux pénal lié à la santé publique - Infractions à la législation sur les étrangers 2/10.Application des peines. Commission pluridisciplinaire des mesures de sûreté (CPMS), Juridiction régionale de rétention de sûreté (JRSS) 2.11. Atteintes aux biens relevant de la petite et moyenne délinquance. Délinquance liée aux moyens de transport. Atteintes à l’environnement. Protection des consommateurs 2.12 à 2/14.Délinquance financière, contentieux fiscal et droit pénal du travail 2/15. Atteintes aux biens relevant de la petite et moyenne délinquance. Délinquance liée aux moyens de transport. Atteintes à l’environnement. Protection des consommateurs |
| 3    | Famille et droit international privé    | 7                  | 3/1.Successions et régimes matrimoniaux 3/2 à 3/4. Affaires familiales 3/5. Droit international privé et Etat des personnes 3/6. Chambre des mineurs 3/7. Chambre des tutelles |
| 4    | Civil                                   | 13                 | 4/1. Immobilier 4/2. Copropriété et troubles de voisinage 4/3 et 4/4. Baux non commerciaux 4/5 et 4/6. Construction immobilière 4/7. Expropriation 4/8. Droit des assurances 4/9. Appel des TI, des chambres & pôles de proximité, contentieux agricole 4/10. Contrats civils. Responsabilité contractuelle et délictuelle 4/11. Responsabilité et indemnisation des accidents de la circulation et autres 4/12.Chambre pénal de l'indemnisation du préjudice corporel - CIVI et JIVAT 4/13.Responsabilité des personnes morales de droit public. Contentieux des professions. Sociétés civiles et associations. Contentieux régis par des textes spéciaux |
| 5    | Economique et commercial                | 13                 | 5/1 et 5/2. Propriété intellectuelle 5/3. Propriété commerciale 5/4. Concurrence/ Distribution 5/5. Contrats commerciaux 5/6. Droit bancaire 5/7. Régulation économique 5/8 et 5/9. Droit des sociétés et procédures collectives 5/10. Contrats commerciaux. Finances publiques 5/11.Contrats commerciaux. Technologie de l'information et de la communication 5/15. Visites domiciliaires - Sursis à exécution - AMF - Secret des affaires 5/16. Chambre commerciale internationale de Paris - CCIP |
| 6    | Social                                  | 13                 | 6/1. Mise en état & Déférés en matière d'appels des décisions prud'homales 6/2. Urgences prud'homales; Conflits collectifs du travail (référés & fond) 6/3 à 6/11. Appels des décisions prud'homales 6/12 et 6/13. Appel/Tass, Caisses de retraite, Assedic, Recouvrement cotisations (salariés, cadres, vrp) |
| 7    | Chambres de l'instruction               | 8                  | 7/1. TJ Créteil (hors stupéfiants) 7/2. JIRS économique et financière. Délinquance astucieuse. Parquet financier 7/3. Mineurs auteurs (ressort cour d'appel), Mineurs victimes (ressort TJ Paris). TJ Meaux, Fontainebleau 7/4. Pôle santé publique. Accidents collectifs Presse. TJ Melun, Auxerre 7/5. Pôle entraide judiciaire pénale internationale. TJ Evry 7/6. Pôle parisien 7/7. Génocides, crimes de guerre, crimes contre l'humanité. TJ Bobigny (hors stupéfiants) 7/8.JIRS - JUNALCO (Juridiction NAtionale chargée de la Lutte contre la Criminalité Organisée) - TJ Bobigny et Créteil (stupéfiants) |
| 8    | Assises                                 |                    | Cour d'assises |

## Tribunaux du ressort
En 2020, la cour et les tribunaux du ressort comptent 1 046 magistrats du siège et 422 du parquet.
|                   | 9 tribunaux judiciaires         | 43 tribunaux d'instance                                                                                            | 9 conseils de prud'hommes            | 7 tribunaux de commerce |
| Paris             | - Paris                         | - Paris | - Paris                              | - Paris                 |
| Seine-et-Marne    | - Fontainebleau - Meaux - Melun | - Fontainebleau - Lagny-sur-Marne - Meaux - Melun                                                                  | - Meaux - Melun                      | - Meaux - Melun         |
| Yonne             | - Auxerre - Sens                | - Auxerre - Sens                                                                                                   | - Auxerre - Sens                     | - Auxerre - Sens        |
| Essonne           | - Évry                          | - Étampes - Évry - Juvisy-sur-Orge - Longjumeau - Palaiseau                                                        | - Évry                               | - Évry                  |
| Seine-Saint-Denis | - Bobigny                       | - Aubervilliers - Aulnay-sous-Bois - Bobigny - Le Raincy - Montreuil-sous-Bois - Pantin - Saint-Denis - Saint-Ouen | - Bobigny                            | - Bobigny               |
| Val-de-Marne      | - Créteil                       | - Charenton-le-Pont - Ivry-sur-Seine - Nogent-sur-Marne - Saint-Maur-des-Fossés - Sucy-en-Brie - Villejuif         | - Créteil - Villeneuve-Saint-Georges | - Créteil               |

La cour d’appel de Paris est seule compétente pour les recours formés contre les décisions de certaines autorités de tutelle des secteurs économiques et financiers :
- de l’Autorité de la concurrence,
- de l’Autorité des marchés financiers,
- de la Commission de régulation de l'énergie,
- de l’Autorité de régulation des communications électroniques et des postes,
- de l'Autorité de régulation des activités ferroviaires et routières,
- de l’Autorité de régulation de la distribution de la presse,
- du Conseil supérieur des messageries de presse.

Ces recours sont examinés par la chambre économique et financière.

### Magistrats
Le premier président de la cour d'appel de Paris est Jacques Boulard, nommé le 11 juillet 2022.
La procureure générale près la cour d'appel de Paris est Marie-Suzanne Le Quéau nommée le 31 Juillet 2023.

## Photographies

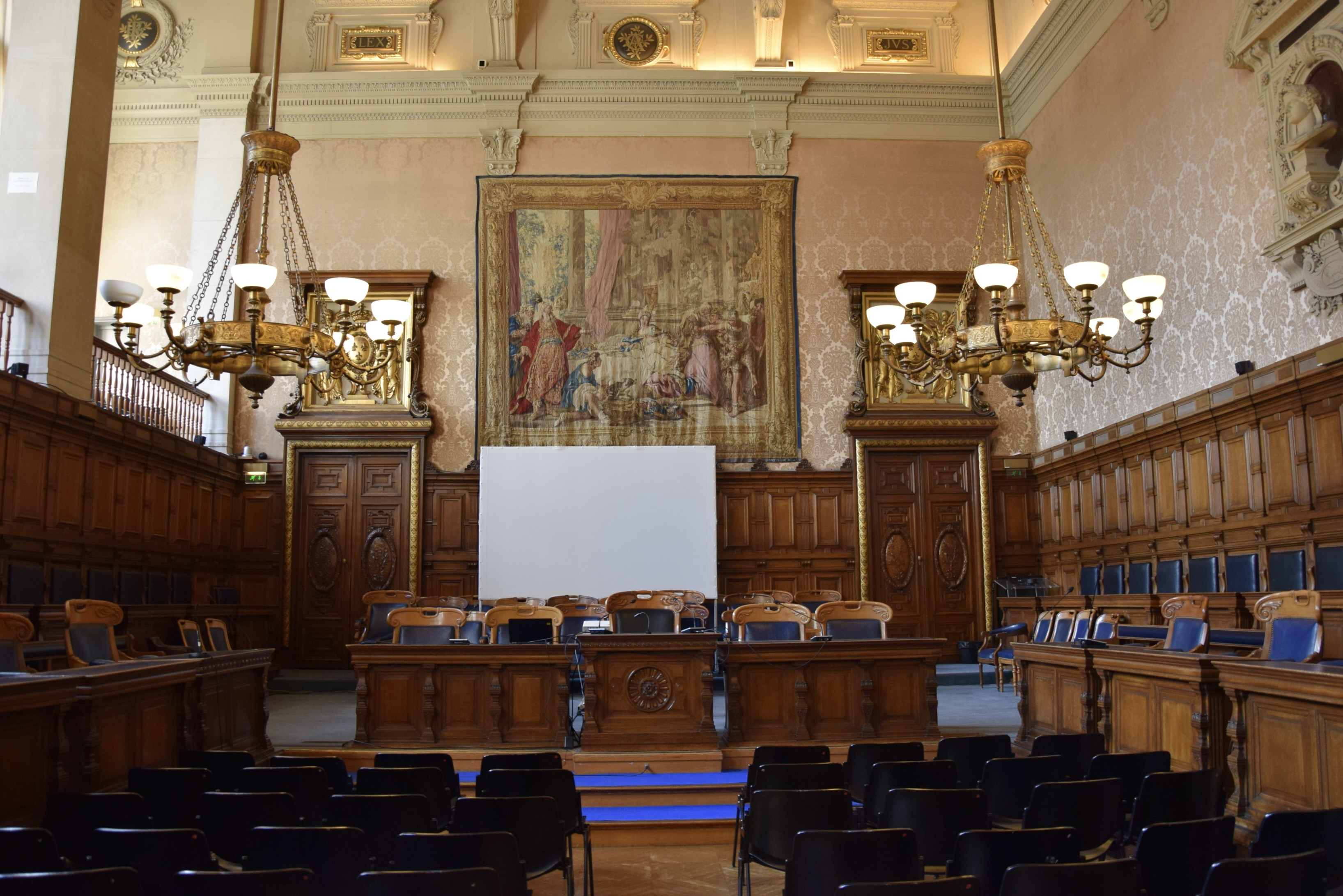
Salle d’audience de la première chambre de la cour d’appel.
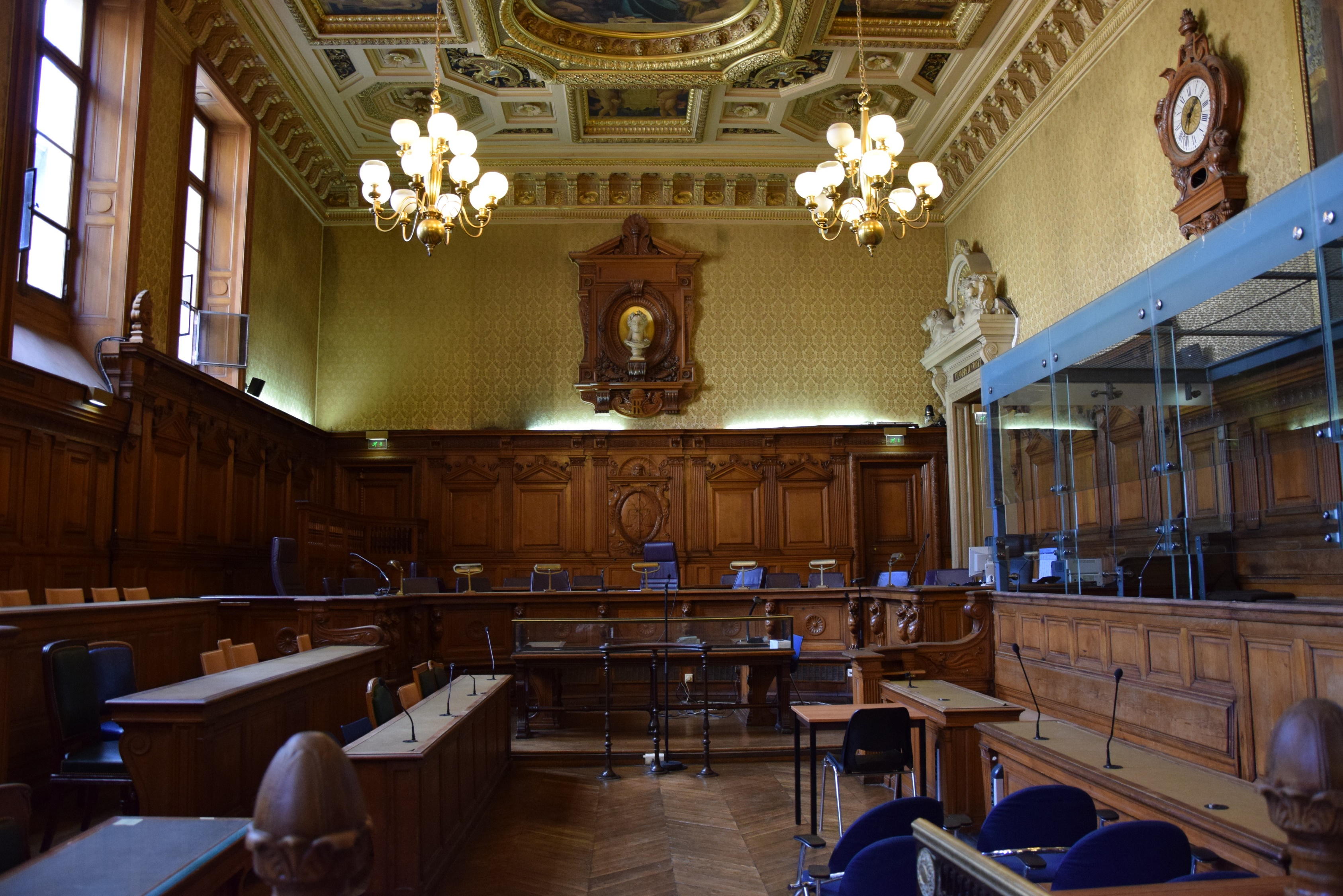
Salle Voltaire de la cour d’assises.
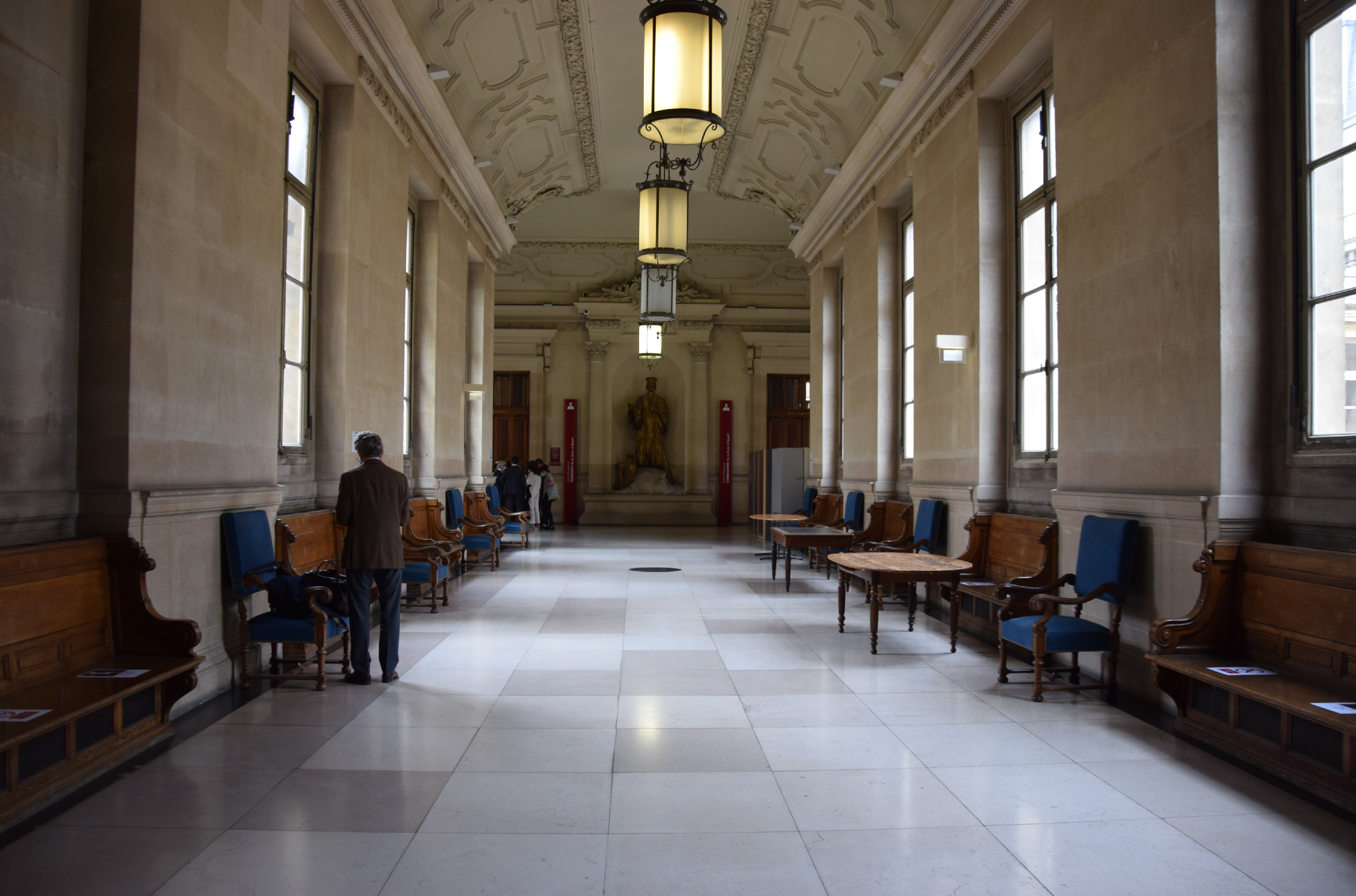
Vestibule de la cour d'appel
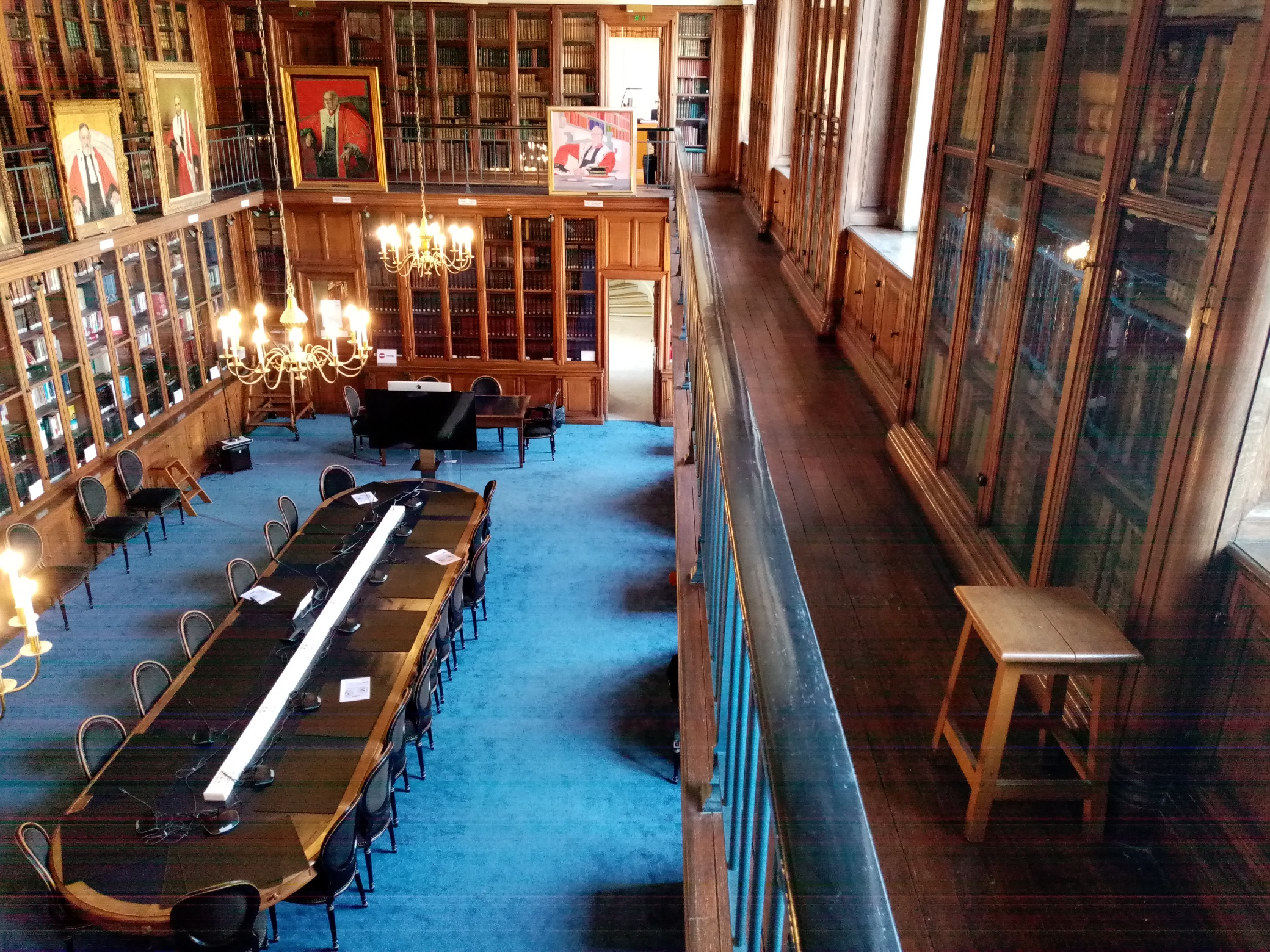
Bibliothèque de la cour d'appel de Paris (salle de lecture, 1893)